# Lie to Me (píseň)
„Lie to Me“ je píseň českého zpěváka a textaře Mikolase Josefa. Byla nezávisle vydána 19. listopadu 2017 jako jeho v pořadí čtvrtý singl. Autorem a producentem skladby je sám Josef, stejně tak videoklipu, při jehož natáčení se ujal režie. Skladba kombinuje prvky popu, R&B, hip hopu a funku.
V roce 2018 byla skladba díky hlasům diváků a mezinárodní odborné poroty vybrána, aby reprezentovala Českou republiku na 63. ročníku Eurovision Song Contest v portugalském Lisabonu. Mikolas Josef s ní skončil na šestém místě, což představuje dosavadně nejlepší výsledek Česka v této soutěži.

## Eurovision Song Contest 2018
Počátkem ledna 2018 byl Mikolas Josef představen jako jeden z šesti finálních účastníků českého národního kola Eurovision Song CZ připravovaného Českou televizí, ve kterém následně na základě hlasů diváků a mezinárodní odborné poroty zvítězil se ziskem 68 z 80 možných bodů a se svou písní „Lie to Me“ se tak stal reprezentantem České republiky na 63. ročníku Eurovision Song Contest v Lisabonu. Výsledky hlasování byly uveřejněny 29. ledna, tedy ve stejný den, kdy bylo oznámeno, že český reprezentant v Lisabonu vystoupí v prvním semifinále 8. května.
Mikolas Josef se s touto písní v prvním semifinále Eurovision v portugalském Lisabonu umístil na třetím místě z devatenácti. Postoupil tak jako druhý Čech v historii do finále soutěže, ve kterém skončil šestý, což představuje dosavadně nejlepší výsledek Česka v této soutěži. Celkem se Eurovision v roce 2018 účastnilo 43 států.

## Seznam skladeb
Autorem a producentem skladby je Mikolas Josef, koproducentem v oblasti masteringu pak Nikodem Milewski.
| Digitální stažení | Digitální stažení | Digitální stažení |
| Pořadí            | Název             | Délka             |
| ----------------- | ----------------- | ----------------- |
| 1.                | Lie to Me         | 2:50              |

| Digitální stažení | Digitální stažení           | Digitální stažení |
| Pořadí            | Název                       | Délka             |
| ----------------- | --------------------------- | ----------------- |
| 1.                | Lie to Me (španělská verze) | 2:50              |

## Umístění v hitparádách
| Hitparáda (2017–2018)                                          | Vrchol |
| -------------------------------------------------------------- | ------ |
| Belgie (Ultratop pro Vlámsko)                                  | 35.    |
| Česko (Rádio Top 100 Oficiální)                                | 2.     |
| Francie (Syndicat National de l'Édition Phonographique)        | 122.   |
| Německo (Media Control Charts)                                 | 29.    |
| Rakousko (Ö3 Austria Top 40)                                   | 9.     |
| Řecko (IFPI Řecko)                                             | 38.    |
| Skotsko (Scottish Singles Chart)                               | 56.    |
| Španělsko (Productores de Música de España)                    | 39.    |
| Švédsko (Sverigetopplistan)                                    | 21.    |
| Spojené království (Official Singles Downloads Chart Top 100)  | 53.    |
| Spojené království (Official Independent Singles Chart Top 50) | 47.    |